# رونالد فيرغسون
رونالد فيرغسون (بالإنجليزية: Ronald Ferguson)‏ عسكري بريطاني برتبة رائد (ولد يوم 10 أكتوبر من العام 1931 في لندن) كان مديراً لنادي البولو الملكي. وهو أيضاً والد دوقة يورك سارة فيرغسون الزوجة السابقة للأمير أندرو .